# کیزا (بازیکن فوتبال)

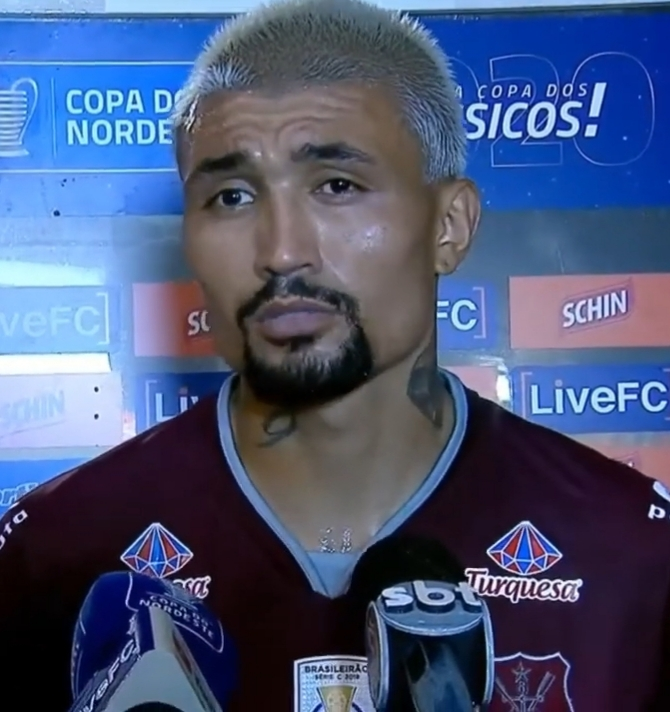
کیزا در سال ۲۰۲۰

کیزا (به پرتغالی: Welker Marçal Almeida) مهاجم اهل برزیل است که در شهر Vitória و در تاریخ ۲۴ سپتامبر ۱۹۸۶ به دنیا آمده‌است.
کیزا در تیم‌های فوتبال Desportiva Capixaba سابقهٔ حضور دارد.